# グリセオリンシンターゼ
グリセオリンシンターゼ（glyceollin synthase）は、イソフラボノイド生合成酵素の一つで、次の化学反応を触媒する酸化還元酵素である。
2-(or 4-)ジメチルアリル-(6aS,11aS)-3,6a,9-トリヒドロキシプテロカルパン + NADPH + H+ + O2 {\displaystyle \rightleftharpoons } グリセオリン + NADP+ + 2 H2O
この酵素の基質は2-ジメチルアリル-(6aS,11aS)-3,6a,9-トリヒドロキシプテロカルパンまたは4-ジメチルアリル-(6aS,11aS)-3,6a,9-トリヒドロキシプテロカルパン、NADPH、H+とO2で、生成物はグリセオリン、NADP+とH2Oである。
組織名は2-(or 4-)dimethylallyl-(6aS,11aS)-3,6a,9-trihydroxypterocarpan,NADPH:oxygen oxidoreductase (cyclizing)である。